# Monte Aprazível
Monte Aprazível é um município brasileiro do estado de São Paulo. Sua população conforme o Censo 2022 (IBGE) era de 22 280 habitantes. O município é formado pela sede e pelos distritos de Engenheiro Balduíno, Itaiúba e Junqueira.

## História
Em meados de 1898 houve um retalhamento do sertão do município de São José do Rio Preto, no noroeste do estado de São Paulo, com a formação de sítios e fazendas para venda, os quais receberam muitos desbravadores, iniciando-se as primeiras lavouras de café e cereais. A famosa Estrada Boiadeira, ligando São José do Rio Preto ao Porto do Taboado no Rio Paraná, era praticamente a única via de acesso e escoamento das produções locais.
Dois anos depois João Busto Moreno doou as terras necessárias para a formação de um patrimônio, o qual teve como fundador o Capitão Porfírio de Alcântara Pimentel, oriundo da cidade de Monte Alto.
Localizado próximo ao rio São José dos Dourados, o povoado recebeu a denominação de Patrimônio de Água Limpa, elevado em 1912 a categoria de distrito policial, e dois anos depois à categoria de distrito de Paz, já com o nome de Monte Aprazível, escolhido pelo seu fundador que o julgava simpático, apesar do núcleo urbano situar-se numa pequena elevação.
A construção da Igreja do Senhor Bom Jesus iniciada em 1919 deu maior dinamismo à construção urbana, principalmente após a instalação da Paróquia no ano seguinte. Devido ao seu progresso rápido foi elevado em 1924 à categoria de município.

### Formação territorial-administrativa
Histórico da formação do município:
- Distrito criado com a denominação de Monte Aprazível, por Lei Estadual nº 1438, de 18 de dezembro de 1914, no município de Rio Preto.
- Elevado à categoria de município com a denominação de Monte Aprazível, por Lei Estadual nº 2008, de 23 de dezembro de 1924, desmembrado de Rio Preto. Constituído do distrito sede e dos distritos de Itapura e São Jerônimo, também transferidos do município de Rio Preto. Sua instalação verificou-se no dia 10 de março de 1925.

Quando o município de Monte Aprazível foi criado, ele era o 3º maior município do estado em extensão territorial, com área de 8.200 quilômetros quadrados, atrás apenas dos municípios de Araçatuba e Tanabi.
- Lei nº 2212, de 28 de novembro de 1927, cria o distrito de Buritama
- Lei nº 2232, de 22 de dezembro de 1927, cria o distrito de Neves.
- Lei nº 2301, de 5 de dezembro de 1928, cria o distrito de Sabastianópolis.
- Lei nº 2338, de 28 de dezembro de 1928, cria o distrito de Macaúbas.
- Lei nº 2424, de 10 de setembro de 1930, cria o distrito de Junqueira.

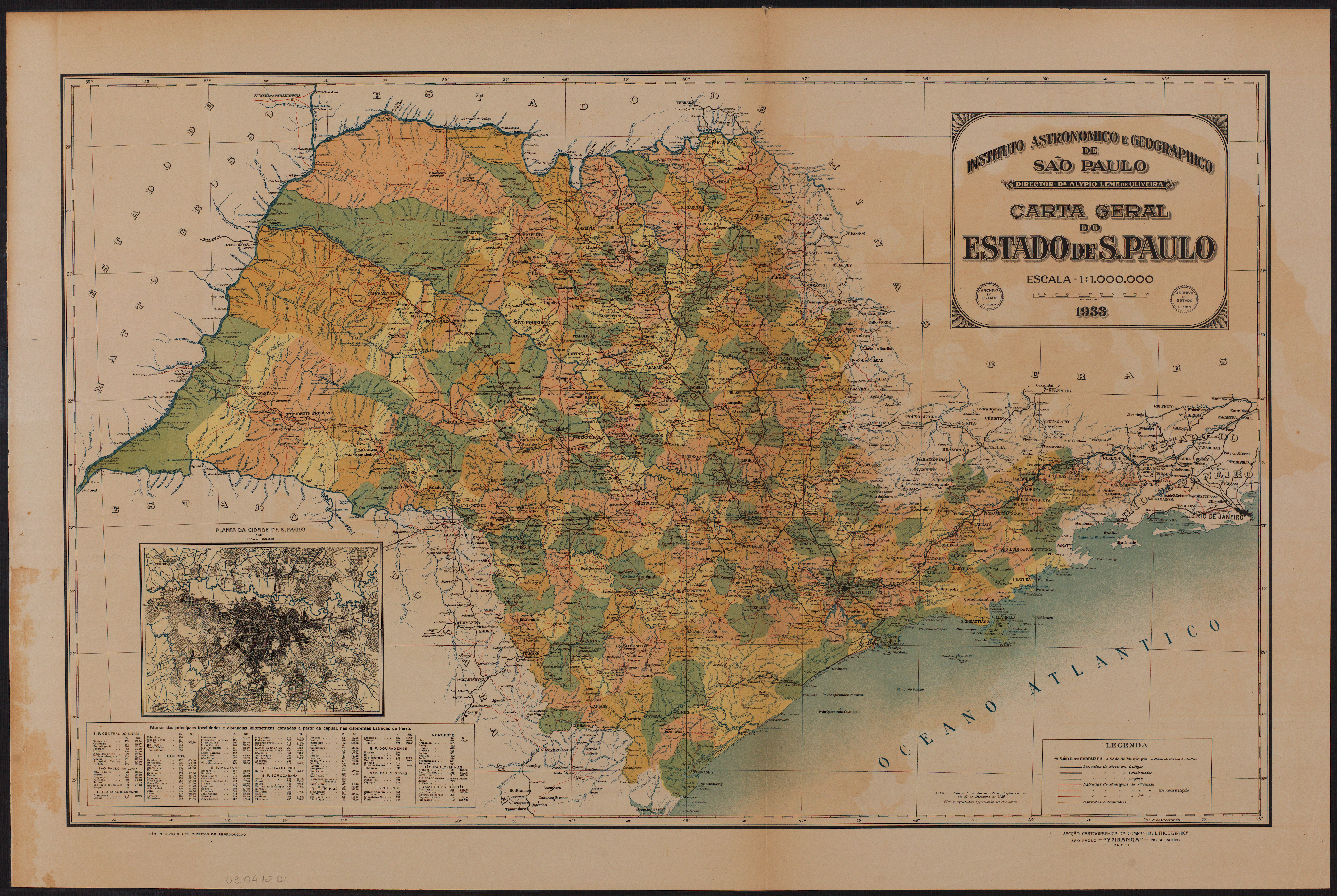
Estado de São Paulo (1933), época em que Monte Aprazível era o terceiro maior município do estado em área territorial.

- Decreto nº 6638, de 31 de agosto de 1934, cria o distrito de Major Prado.
- Decreto nº 7032, de 25 de março de 1935, cria o distrito de Nhandeara.
- Lei Estadual nº 3112, de 26 de outubro de 1937, transfere os distritos de Nipoã e Poloni do município de Mirassol para o de Monte Aprazível, e ao mesmo tempo o distrito de Neves é transferido do município de Monte Aprazível para o de Mirassol.

Em 1937 o município de Monte Aprazível passa a ser o 2º maior município do estado em extensão territorial, atrás apenas do vizinho município de Tanabi, devido aos desmembramentos do município de Araçatuba.
- Pelo Decreto-lei Estadual nº 9775, de 30 de novembro de 1938, o município perde o distrito de Major Prado para o município de Araçatuba, e o distrito de Novo Oriente (ex-Itapura) foi elevado à município, passando a denominar-se Pereira Barreto.

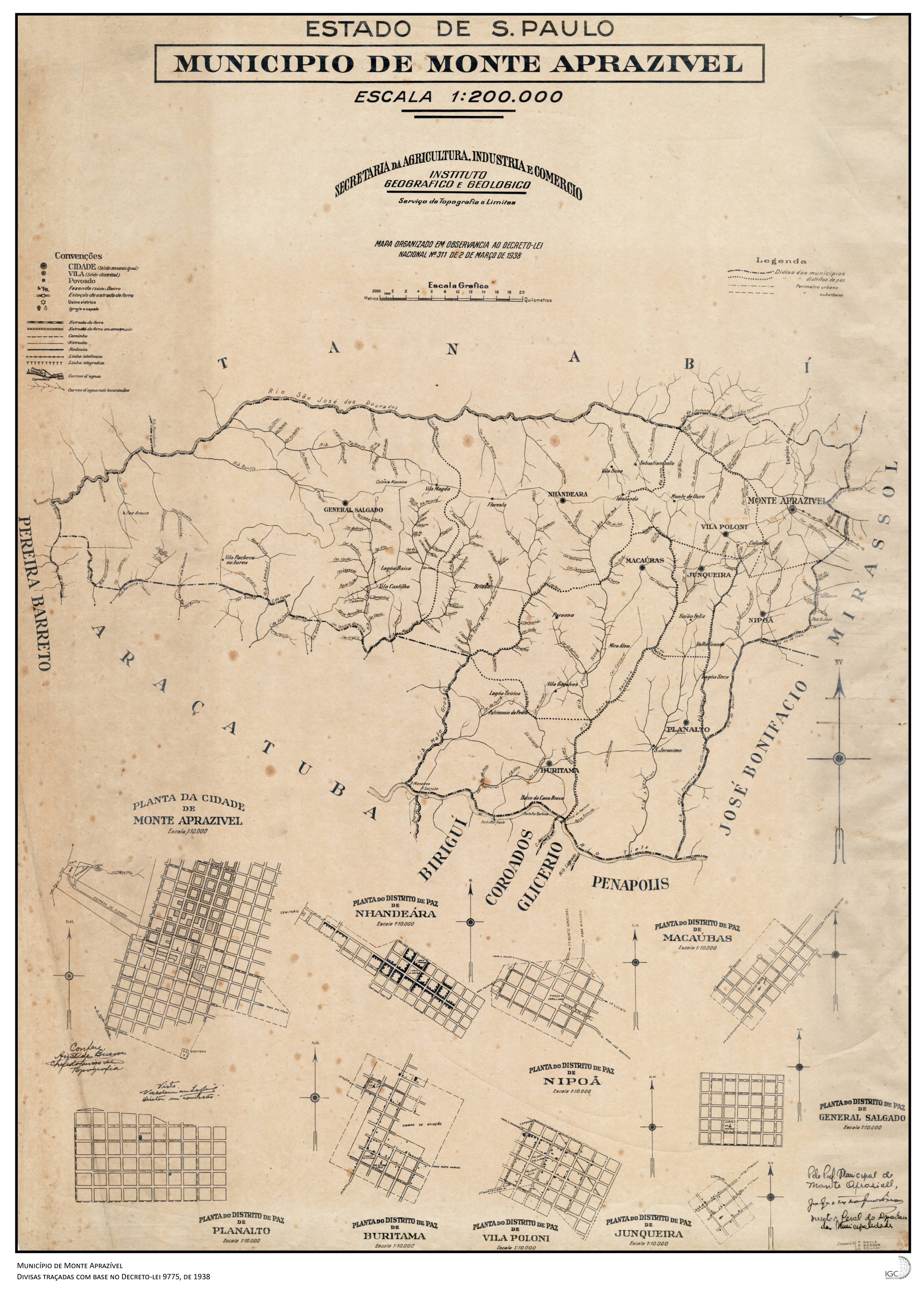
Mapa de Monte Aprazível (1938), época em que era o quarto maior município do estado em área territorial.

Mesmo após a emancipação de Pereira Barreto e a perda do distrito de Major Prado, Monte Aprazível era o 4º maior município do estado em extensão territorial, com área de 5.030 quilômetros quadrados, e também o quarto município mais populoso do estado de São Paulo, com mais de 90 mil habitantes.
- Decreto nº 11055, de 24 de abril de 1940, cria o distrito de Floreal como 2ª zona do distrito de Nhandeara.
- Decreto-lei Estadual nº 14334, de 30 de novembro de 1944, desmembra do município os distritos de Nhandeara e General Salgado (ex-Sabastianópolis), elevados à município, e transfere o distrito de Floreal para o novo município de Nhandeara. Pelo mesmo decreto-lei é criado o distrito de Turiúba.

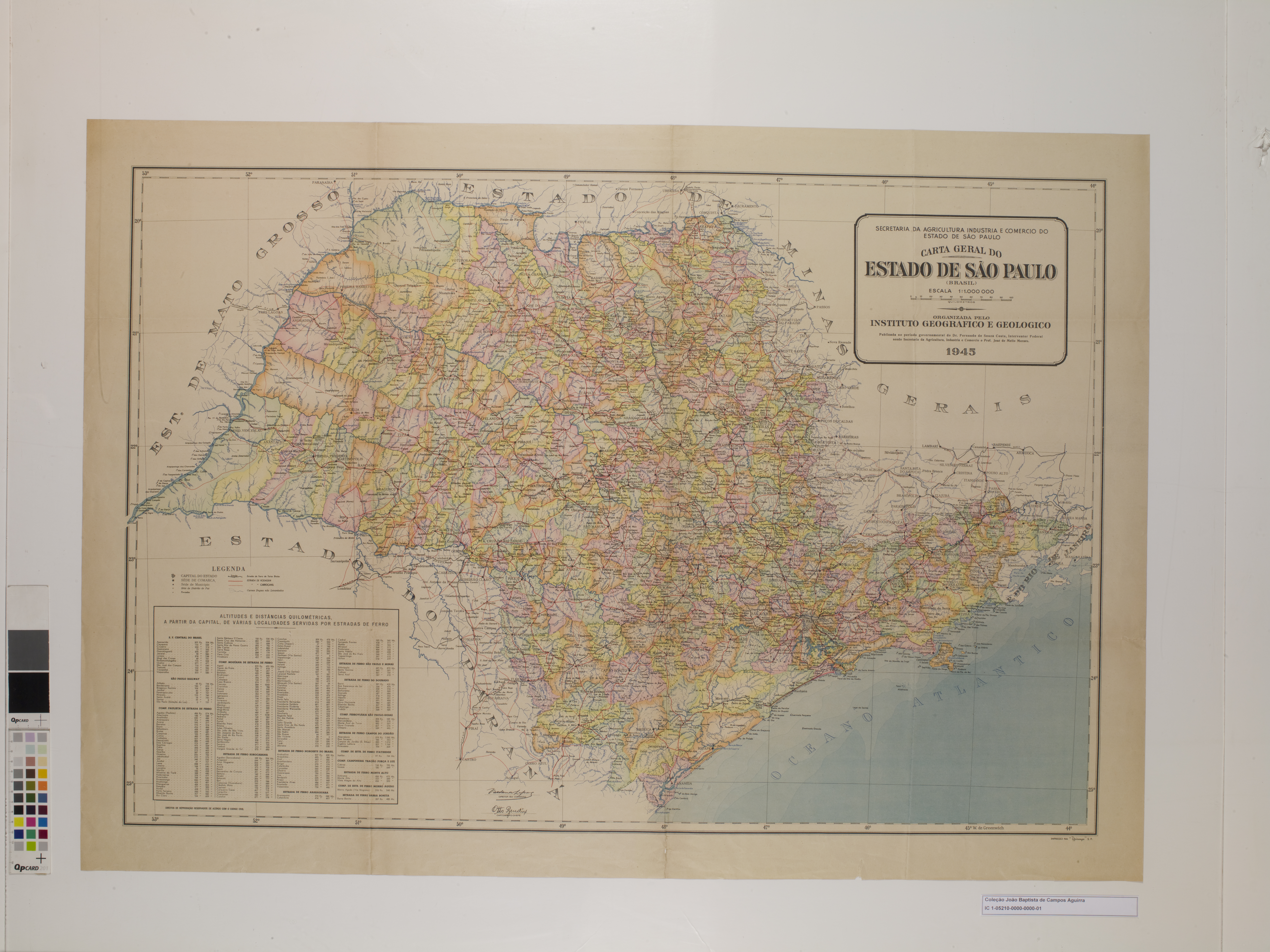
Estado de São Paulo (1944), época em que Monte Aprazível era o oitavo maior município do estado em área territorial.

Com as emancipações de 1944, o município de Monte Aprazível passa a ser o 8º maior município do estado em extensão territorial, com área de 2.450 quilômetros quadrados.
- Lei Estadual nº 233, de 24 de dezembro de 1948, cria os distritos de Itaiúba e Vila União. A referida lei também desmembra do município os distritos de Buritama, Planalto (ex-São Jerônimo) e Macaubal (ex-Macaúbas), elevados à município, e transfere o distrito de Turiúba para o novo município de Buritama.
- Lei Estadual nº 2456, de 30 de dezembro de 1953, desmembra do município os distritos de Poloni e Nipoã, elevados à município. Pela mesma lei são criados os distritos de Engenheiro Balduíno e Sebastianópolis do Sul.
- Lei Estadual nº 8092, de 28 de fevereiro de 1964, desmembra do município os distritos de União Paulista (ex-Vila União) e Sebastianópolis do Sul, elevados à município.

## Geografia
Localiza-se a uma latitude 20º46'21" sul e a uma longitude 49º42'51" oeste, estando a uma altitude de 475 metros. A área territorial do município é de 496,9 km². A cidade faz parte da região metropolitana de São José do Rio Preto.

### Hidrografia
- Represa Lavínio Luchesi
- Rio São José dos Dourados
- Córrego Água Limpa

### Rodovias
- SP-310 - Feliciano Sales Cunha
- João Pedro de Rezende (Vicinal que liga a Nipoã)
- Bady Bassitt (Vicinal que liga a Tanabi)

## Demografia

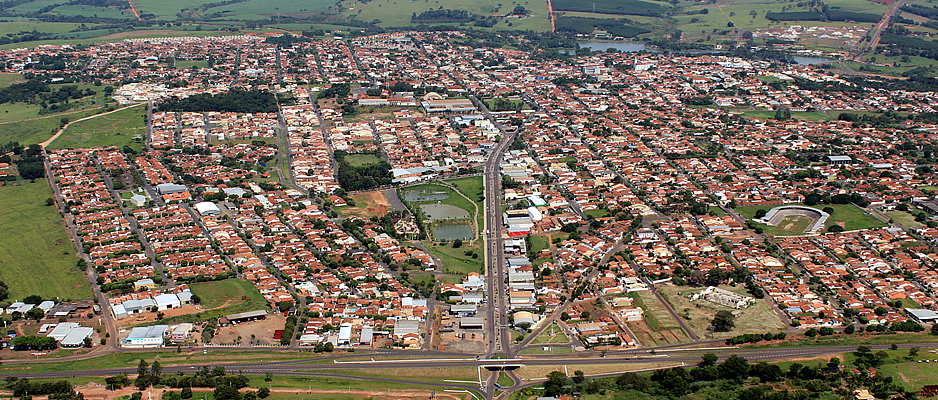
Foto aérea de Monte Aprazível (2013).

### População

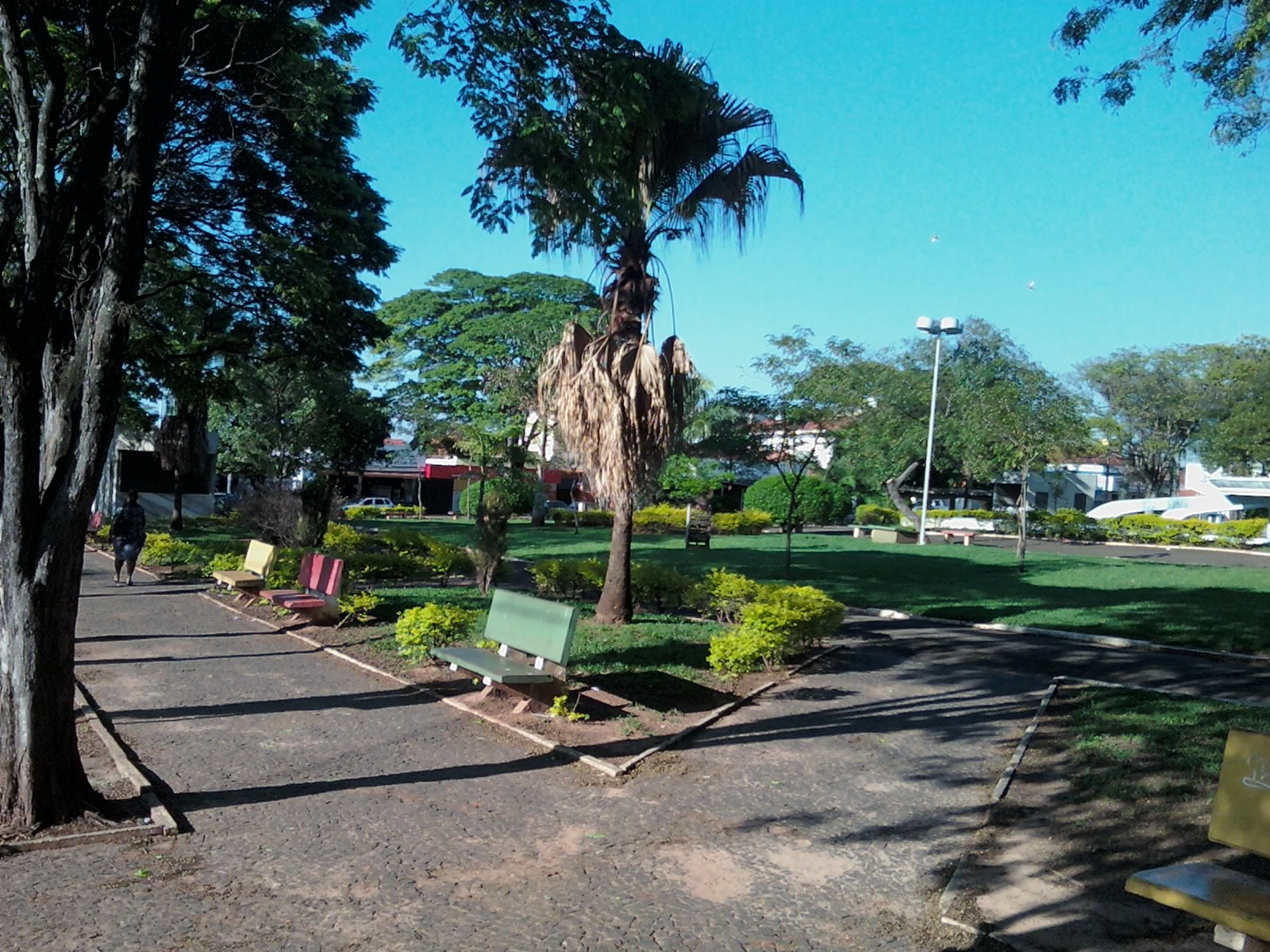
Praça São João.

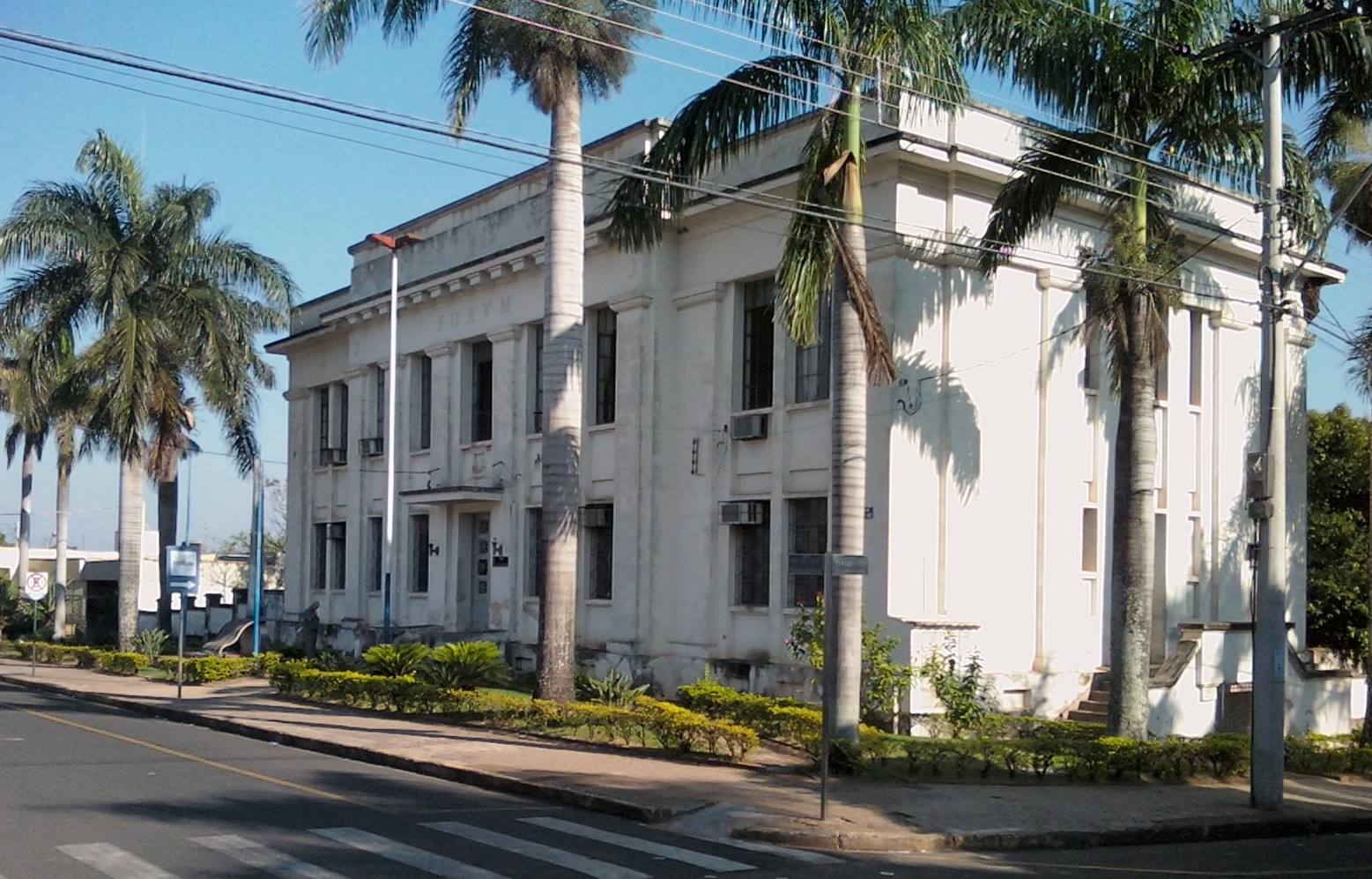
Fórum.

| Crescimento populacional                             | Crescimento populacional | Crescimento populacional | Crescimento populacional |
| Ano                                                  | População Total          |                          | %±                       |
| ---------------------------------------------------- | ------------------------ | ------------------------ | ------------------------ |
| 1925                                                 | 12 105                   |                          | —                        |
| 1934                                                 | 58 984                   |                          | 387,3%                   |
| 1937                                                 | 63 059                   |                          | 6,9%                     |
| 1940                                                 | 90 736                   |                          | 43,9%                    |
| 1946                                                 | 61 521                   |                          | −32,2%                   |
| 1950                                                 | 35 678                   |                          | −42,0%                   |
| 1958                                                 | 23 927                   |                          | −32,9%                   |
| 1960                                                 | 21 947                   |                          | −8,3%                    |
| 1970                                                 | 17 005                   |                          | −22,5%                   |
| 1980                                                 | 16 442                   |                          | −3,3%                    |
| 1991                                                 | 17 504                   |                          | 6,5%                     |
| 2000                                                 | 18 413                   |                          | 5,2%                     |
| 2010                                                 | 21 746                   |                          | 18,1%                    |
| 2022                                                 | 22 280                   |                          | 2,5%                     |
| Est. 2024                                            | 22 650                   | [ 15 ]                   | 1,7%                     |
| Fontes: Censos Demográficos IBGE e Estimativas SEADE |                          |                          |                          |

### Dados demográficos
Dados do Censo - 2010
População total: 21.746
- Urbana: 19.803
- Rural: 1.943
- Homens: 10.814[20]
- Mulheres: 10.932

Densidade demográfica (hab./km²): 43,76
Taxa de alfabetização: 94,3%
Dados do Censo - 2000
Mortalidade infantil até 1 ano (por mil): 12,19
Expectativa de vida (anos): 73,31
Taxa de fecundidade (filhos por mulher): 1,92
Índice de Desenvolvimento Humano (IDH-M): 0,808
- IDH-M Renda: 0,739
- IDH-M Longevidade: 0,805
- IDH-M Educação: 0,880

(Fonte: IPEADATA)

## Política e administração

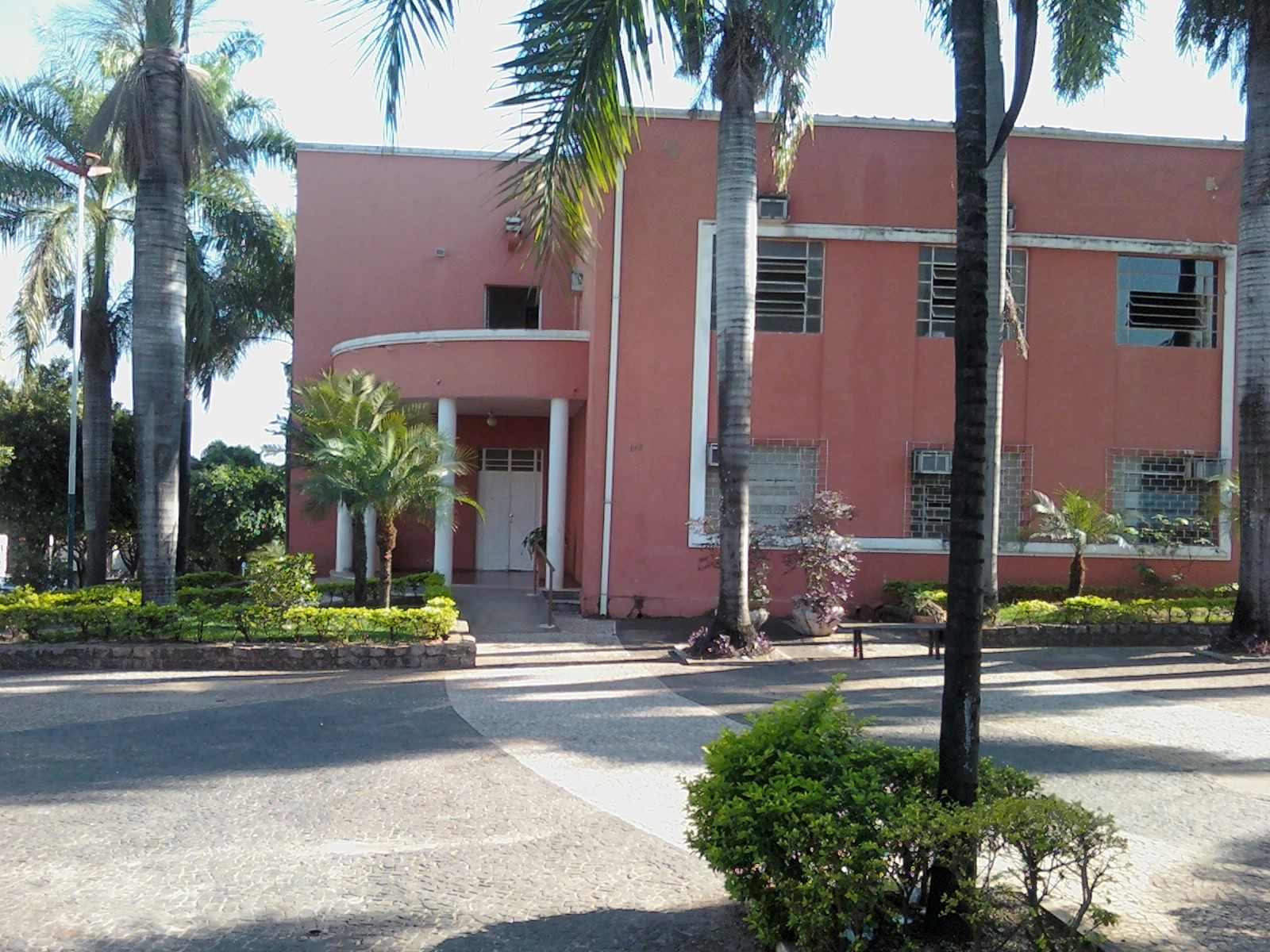
Prefeitura.

- Prefeito: Marcio Luiz Miguel (2018/2024)
- Vice-prefeito: Valmir Aparecido Salvioni (2021/2024)
- Presidente da Câmara: Marcos César Caminhola Batista 2023/2024
- Vice-presidente da Câmara: José Carlos Chiavelli 2023/2024
- 1º Secretário da Câmara: Luiz Carlos Sidinani 2023/2024
- 2º Secretário da Câmara: João Carlos Ferreira 2023/2024
- Vereadores: Ailto Vauler Antunes Faria (PP), Donaldo Luis Paiola (UNIÃO BRASIL), Luiz Carlos Sidinani - Nassibo (PP), Tiago José Demonico (PP), João Carlos Ferreira (PROS), Marcos Cesar Caminholla Batista (PV), Hélio Polotto (UNIÃO BRASIL), José Carlos Chiavelli (PDT).

### Lista de prefeitos
- Ver Lista de prefeitos de Monte Aprazível

Esta é a lista de prefeitos e vice-prefeitos de Monte Aprazível:
| Nº | Nome                                   | Partido | Vice-prefeito                                 | Início do mandato       | Fim do mandato          | Observações |
| 1  | Amador de Paula Bueno                  | PRP     | —                                             | 10 de março de 1925     | 1926                    | Intendente nomeado porCarlos de Campos |
| 2  | Vicente Gonsales dos Santos            | PRP     | —                                             | 1926                    | 1927                    | Intendente nomeado porCarlos de Campos |
| 3  | José de Andrade Junqueira              | PRP     | —                                             | 1927                    | 1928                    | Intendente nomeado porJúlio Prestes |
| 4  | João Busto Moreno                      | PRP     | —                                             | 1928                    | 1929                    | Intendente nomeado porJúlio Prestes |
| 5  | Antonio Tavares de Almeida             | PRP     | —                                             | 1929                    | 31 de outubro de 1930   | Intendente nomeado porJúlio Prestes |
| 6  | Jorge Carneiro de Campos               | PRP     | —                                             | 1º de novembro de 1930  | fevereiro de 1933       | Prefeito nomeado porJosé Maria Whitaker |
| 7  | Albino de Faria                        | PRP     | —                                             | março de 1933           | agosto de 1933          | Prefeito nomeado porValdomiro Castilho de Lima |
| 8  | Octávio de Arruda Campos               | PRP     | —                                             | setembro de 1933        | junho de 1934           | Prefeito nomeado porManuel de Cerqueira Daltro |
| 9  | André Teixeira Pinto                   | PRP     | —                                             | junho de 1934           | 24 de maio de 1936      | Prefeito nomeado porArmando Salles |
| 10 | Jorge Caneiro de Campos                | UDB     | —                                             | 25 de maio de 1936      | 1942                    | Prefeito nomeado porArmando Salles |
| 11 | Basileu Estrella                       | PSD     | —                                             | 1943                    | 16 de agosto de 1944    | Prefeito nomeadoFernando Costa |
| 12 | Paulo de Arruda Campos                 | PSD     | —                                             | 30 de agosto de 1944    | 1945                    | Prefeito nomeadoFernando Costa |
| 13 | Daniel Laguna Hidalgo                  | PSD     | —                                             | 1945                    | 1945                    | Prefeito nomeadoFernando Costa |
| 14 | Paulo de Arruda Campos                 | PDC     | —                                             | 1945                    | 1946                    | Prefeito nomeado porNogueira Lima |
| 15 | Gabriel José Junqueira                 | PDC     | —                                             | 1946                    | 1946                    | Prefeito nomeado porNogueira Lima |
| 16 | Jorge Carneiro de Campos               | PDC     | —                                             | 1947                    | maio de 1947            | Prefeito nomeado porNogueira Lima |
| 17 | Gabriel José Junqueira                 | PSP     | —                                             | junho de 1947           | 31 de dezembro de 1947  | Prefeito nomeado porAdhemar de Barros |
| 18 | Jorge Carneiro de Campos               | PDC     | —                                             | 1º de janeiro de 1948   | 31 de dezembro de 1951  | Prefeito eleito emsufrágio universal |
| 19 | Lavínio Lucchesi                       | PTB     | Daniel Laguna Fidalgo (PSD)                   | 1º de janeiro de 1952   | 1955                    | Prefeito e vice eleitosem sufrágio universal |
| 20 | Calimério Bechelli                     | PTN     |                                               | 1955                    | 31 de dezembro de 1959  | Prefeito e vice eleitosem sufrágio universal |
| 21 | Geraldo Berardo                        | PSP     | Núncio Céleri                                 | 1º de janeiro de 1960   | 1964                    | Prefeito e vice eleitosem sufrágio universal |
| 22 | Wilson Guiguet Leal                    | ARENA   |                                               | 1964                    | 1969                    | Prefeito e vice eleitosem sufrágio universal |
| 23 | Lavínio Lucchesi                       | ARENA   |                                               | 1969                    | 31 de janeiro de 1973   | Prefeito e vice eleitosem sufrágio universal |
| 24 | Wilson Guiguet Leal                    | ARENA   |                                               | 31 de janeiro de 1973   | 31 de janeiro de 1977   | Prefeito e vice eleitosem sufrágio universal |
| 25 | Padre José Viana Arrais                | MDB     |                                               | 31 de janeiro de 1977   | 31 de janeiro de 1983   | Prefeito e vice eleitosem sufrágio universal |
| 26 | José Agreli                            | PMDB    |                                               | 31 de janeiro de 1983   | 31 de dezembro de 1988  | Prefeito e vice eleitosem sufrágio universal |
| 27 | Wanderley José Cassiano Sant’Anna      | PFL     |                                               | 1º de janeiro de 1989   | 31 de dezembro de 1992  | Prefeito e vice eleitosem sufrágio universal |
| 28 | Padre José Viana Arrais                | PFL     | Luiz Carlos Canheo                            | 1º de janeiro de 1993   | 15 de fevereiro de 1996 | Prefeito e vice eleitosem sufrágio universalcujo titular renunciouao mandato |
| —  | Luiz Carlos Canheo                     | PFL     | —                                             | 16 de fevereiro de 1996 | 31 de dezembro de 1996  | Vice-prefeito eleitono cargo de prefeito |
| 29 | Taís Maria Camargo de Moraes Sant’Anna | PSD     | Wanderley José Cassiano Sant'Anna             | 1º de janeiro de 1997   | 31 de dezembro de 2000  | Prefeita e vice eleitosem sufrágio universal |
| 30 | Luiz Carlos Canheo                     | PFL     | Mauro Vaner Pascolaão                         | 1º de janeiro de 2001   | 31 de dezembro de 2004  | Prefeito e vice eleitosem sufrágio universal |
| 31 | Wanderley José Cassiano Sant’Anna      | PTB     | Ernesto Peresi Filho (PL)/(PRB)               | 1º de janeiro de 2005   | 31 de dezembro de 2008  | Prefeito e vice eleitosem sufrágio universal |
| 31 | Wanderley José Cassiano Sant’Anna      | PTB     | Ernesto Peresi Filho (PL)/(PRB)               | 1º de janeiro de 2009   | 31 de dezembro de 2012  | Prefeito e vice reeleitosem sufrágio universal |
| 32 | Mauro Vaner Pascoalão, Maurinho        | PSB     | Antônio Aparecido Minuci, Toninho Minuci (PT) | 1º de janeiro de 2013   | 31 de dezembro de 2016  | Prefeito e vice eleitosem sufrágio universal |
| 33 | Nelson Luiz Aranjues Montoro           | PSD     | Márcio Luiz Miguel (PP)                       | 1º de janeiro de 2017   | 15 de maio de 2018      | Prefeito e vice eleitosem sufrágio universalcujo titular fora cassadopela Câmara Municipal |
| 34 | Márcio Luiz Miguel                     | PP      | —                                             | 15 de maio de 2018      | 31 de dezembro de 2020  | Vice-prefeito eleitoque assumiu o cargo de prefeito em razão da cassação do titular, para concluir o mandato iniciado pelo titular.                                                                          |
| -  | Márcio Luiz Miguel                     | PP      | Valmir Aparecido Salvioni                     | 1 de janeiro de 2021    | atualidade              | Prefeito no exercício do cargo, reeleito em novembro de 2020, em razão da Emenda Constitucional nº 107, de 2020, que alterou a data das eleições municipais de 2020 devido a pandemia de COVID-19 no Brasil. |

## Infraestrutura

### Transportes

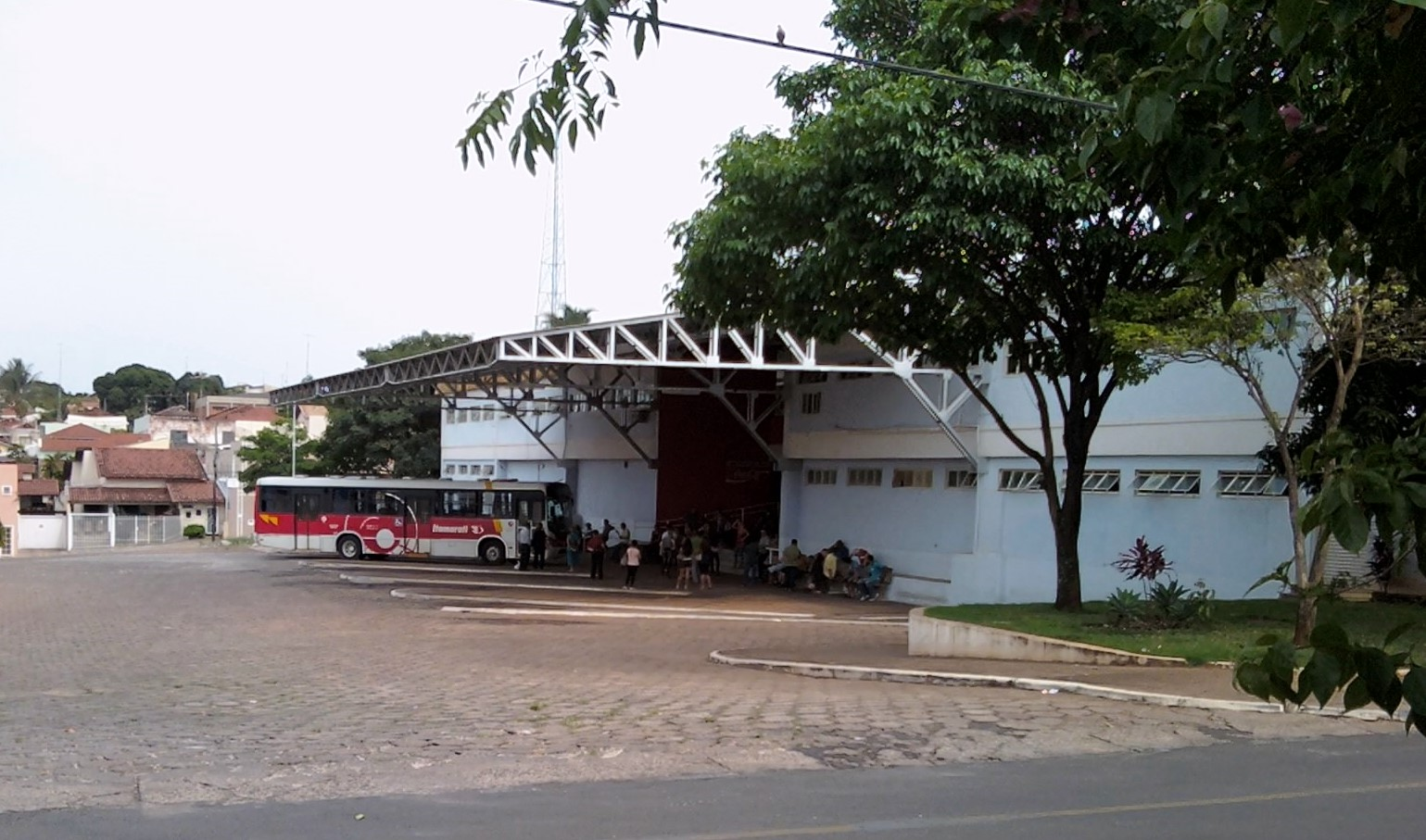
Terminal Rodoviário.

- Expresso Itamarati

### Comunicações
O sistema de telefones automáticos foi inaugurado na cidade em 1974 pela Telecomunicações de São Paulo (TELESP), que também implantou o sistema de discagem direta à distância (DDD) em 1977 com o código de área (0172). Anteriormente a cidade era atendida pela Cia. Telefônica Rio Preto, empresa administrada pela Companhia Telefônica Brasileira (CTB).
Na década de 90 o código DDD da cidade foi alterado para (017), para padronização do sistema telefônico com a telefonia celular que estava sendo implantada em todo o estado.

## Religião
O Cristianismo se faz presente na cidade da seguinte forma:

### Igreja Católica
- A igreja faz parte da Diocese de São José do Rio Preto.[46]

### Igrejas Evangélicas
Entre as igrejas protestantes históricas, pentecostais e neopentecostais, encontram-se na cidade:
- Assembleia de Deus Ministério do Belém.[49][50]
- Congregação Cristã no Brasil.[51]